# Ruhrflutbrücke Ergste
Die Ruhrflutbrücke Ergste befindet sich in Ergste, Schwerte. Die Ardeybahn überquert hier die Ergster Ruhraue, die bei Hochwassern der Ruhr unter Wasser steht. Gut 400 m weiter westlich befindet sich die Eisenbahnbrücke Wandhofen, die durch den Durchlass vom Wasserdruck entlastet wird.
Die Strecke der Preußisch-Hessischen Staatseisenbahn zwischen Schwerte und Iserlohn wurde am 1. Oktober 1910 eröffnet.
Die Brücke steht unter Denkmalschutz.